# John Brandon (écrivain)
Pour les articles homonymes, voir Brandon et John Brandon.
John Brandon, né à Bradenton, en Floride, est un écrivain américain, auteur de quelques romans policiers appartenant au sous-genre du roman noir,,,.

## Biographie
Il naît à Bradenton, sur la côte ouest de la Floride, mais sa famille déménage à New Port Richey alors qu'il n'a que 4 ou 5 ans. Il fréquente l'école primaire de Elfers, puis le River Ridge High School (en) de New Port Richey. Dès cette époque de son adolescence, il voue une grande admiration aux œuvres des écrivains Jack Kerouac, Ernest Hemingway et découvre plus tard, avec enthousiasme, les récits de Flannery O'Connor.
Il entreprend des études supérieures et obtient un baccalauréat en anglais de l’université de Floride, puis une maîtrise en écriture créative de l’université Washington de Saint-Louis.
En 2009, il publie son premier roman, Little Rock (Arkansas), qui attire l’attention de l’écrivain américain Barry Hannah. Ce dernier l’aide à intégrer la résidence artistique de l’université du Mississippi.
John Brandon exerce ensuite divers petits métiers, travaillant notamment comme ouvrier dans une scierie, puis il publie un second roman, intitulé Citrus County, en 2010. Il décroche alors une bourse de l’école Gilman (en) de Baltimore, dans le Maryland. Il donne en parallèle des cours à l’université Hamline, dans le Minnesota, et poursuit sa carrière d’écrivain avec la publication du roman A Million Heavens en 2012 et d’un recueil de nouvelles, Further Joy, en 2014.
En France, il est publié par les éditions du Masque depuis 2012.

## Œuvre

### Romans noirs
- Arkansas (2009) Publié en français sous le titre Little Rock, traduction de Dominique Chevallier, Paris, Éditions du Masque, 2013 ; réédition, Paris, LGF, coll. « Le Livre de poche. Thriller » no 33819, 2015 (ISBN 978-2-253-09310-7)
- Citrus County (2010) Publié en français sous le titre Citrus County, traduction de Denyse Beaulieu, Paris, Éditions du Masque, 2012 ; réédition, Paris, LGF, coll. « Le Livre de poche » no 33173, 2014 (ISBN 978-2-253-17599-5)
- A Million Heavens (2012)

### Recueil de nouvelles
- Further Joy (2014)